# تل منجلی
تل منجلی مربوط به سده‌های میانه دوران‌های تاریخی پس از اسلام است و در شهرستان شیراز، بخش زرقان، دهستان بند امیر، کیلومتری ۸ جاده زرقان بطرف بند امیر، سمت چپ جاده، بعد از رودخانه کر واقع شده و این اثر در تاریخ ۳۰ بهمن ۱۳۸۶ با شمارهٔ ثبت ۲۰۸۳۹ به‌عنوان یکی از آثار ملی ایران به ثبت رسیده است.